# Premio Rosenstiel
El Premio Rosenstiel o "Galardón Lewis S. Rosenstiel para Trabajos Distinguidos en la Investigación Básica Médica" es un premio científico de la fundación de Lewis Solon Rosenstiel para fomentarla investigación médica básica; (en inglés, "Lewis S. Rosenstiel award, for distinguished work in basic medical research"). Lo concede cada año la Universidad de Brandeis, Massachusetts, Estados Unidos.
De los 83 galardonados 22 de ellos consiguieron más tarde el Premio Nobel de Medicina y 8 el de Química (datos de 2011).

## Galardones
- 2020 Katalin Karikó y Drew Weissman por su trabajo pionero en la modificación de ácidos nucleicos para desarrollar terapias de ARN y vacunas.[1]
- 2019 David Julius y Ardem Patapoutian, por sus notables contribuciones a nuestra comprensión de las sensaciones de temperatura, dolor y tacto
- 2018 Stephen C. Harrison, por sus estudios fundamentales y de gran alcance de la estructura de las proteínas utilizando cristalografía de rayos X,
- 2017 Titia de Lange, por su elucidación de la protección de los telómeros y el mantenimiento de la estabilidad del genoma.
- 2016 Susan Lindquist (posthum), in recognition of her pioneering work on the mechanisms of protein folding and the severe consequences of protein misfolding that are manifest in disease
- 2015 Yoshinori Ohsumi, in recognition of his pioneering discoveries of molecular pathways and biological functions of protein degradation by autophagy
- 2014 Frederick Alt, in recognition of his pioneering work in elucidating the mechanisms of genome rearrangements in immune and cancer cells[2]
- 2013 Winfried Denk, David Tank and Watt W. Webb, in recognition of their invention of multiphoton fluorescence microscopy and its application to illuminating the function of brain microcircuits
- 2012 Stephen J. Elledge, for elucidating how eukaryotic cells sense and respond to DNA damage* 2011 C. David Allis, Michael Grunstein[3]
- 2011 Nahum Sonenberg, for his transformative studies of the control of protein synthesis in mammalian cells
- 2010 C. David Allis and Michael Grunstein, for their discovery that histones and histone acetylation directly regulate transcription
- 2009 Jules Hoffmann (Premio Nobel de Medicina en 2011), Ruslan Medzhitov
- 2008 John Gurdon, Irving Weissman, Shinya Yamanaka
- 2007 Franz-Ulrich Hartl, Arthur L. Horwich
- 2006 Mary Lyon, Davor Solter, Azim Surani
- 2005 Martin Chalfie (Premio Nobel de Química en 2008), Roger Y. Tsien (Premio Nobel de Química en 2008)
- 2004 Andrew Z. Fire (Premio Nobel de Medicina en 2006), Craig C. Mello (Premio Nobel de Medicina en 2006), Victor Ambros, Gary Ruvkun
- 2003 Masakazu Konishi, Peter R. Marler, Fernando Nottebohm
- 2002 Ira Herskowitz
- 2001 Joan A. Steitz
- 2000 Peter B. Moore, Harry F. Noller Jr., Thomas A. Steitz (Premio Nobel de Química en 2009)
- 1999 Roderick MacKinnon (Premio Nobel de Química en 2003)
- 1998 Elizabeth Blackburn (Premio Nobel de Medicina en 2009), Carol Greider (Premio Nobel de Medicina en 2009)
- 1997 H. Robert Horvitz (Premio Nobel de Medicina en 2002), John E. Sulston (Premio Nobel de Medicina en 2002)
- 1996 Richard Axel (Premio Nobel de Medicina en 2004), Linda B. Buck (2004 Premio Nobel de Medizin), A. James Hudspeth
- 1995 Thomas D. Pollard, James A. Spudich
- 1994 Robert Roeder, Robert Tjian
- 1993 James E. Rothman, Randy Schekman
- 1992 Paul Nurse (Premio Nobel de Medicina en 2001), Leland H. Hartwell (Premio Nobel de Medicina en 2001)
- 1991 David Botstein, Raymond L. White, Ronald W. Davis
- 1990 Richard Henderson, Peter Nigel Tripp Unwin
- 1989 Christiane Nüsslein-Volhard (1995 Premio Nobel de Medicina), Edward B. Lewis (Premio Nobel de Medicina en 1995)
- 1988 Sidney Altman (1989 Premio Nobel de Química), Thomas R. Cech (Premio Nobel de Química en 1989)
- 1987 Shinya Inoué
- 1986 Harland G. Wood
- 1985 Seymour Benzer, Sydney Brenner (Premio Nobel de Medicina en 2002)
- 1984 Donald D. Brown, Robert L. Letsinger
- 1983 Eric R. Kandel (Premio Nobel de Medicina en 2000), Daniel E. Koshland
- 1982 Keith R. Porter, Alexander Rich
- 1981 Stanley Cohen (Premio Nobel de Medicina en 1986), Rita Levi-Montalcini (Premio Nobel de Medicina en 1986), Gordon H. Sato
- 1980 Elias J. Corey (Premio Nobel de Química en 1990), Bengt I. Samuelsson (Premio Nobel de Medicina en 1982), Frank H. Westheimer
- 1979 Howard Green, Beatrice Mintz
- 1978 César Milstein (Premio Nobel de Medicina en 1984)
- 1977 Barbara McClintock (Premio Nobel de Medicina en 1983)
- 1976 Peter D. Mitchell (Premio Nobel de Química en 1978)
- 1975 Bruce Ames, James A. Miller, Elizabeth C. Miller
- 1974 Arthur B. Pardee, H. Edwin Umbarger
- 1973 H. Ronald Kaback, Saul Roseman
- 1972 Boris Ephrussi
- 1971 David H. Hubel (Premio Nobel de Medicina en 1981), Torsten N. Wiesel (Premio Nobel de Medicina en 1981)